# Хемисхофен

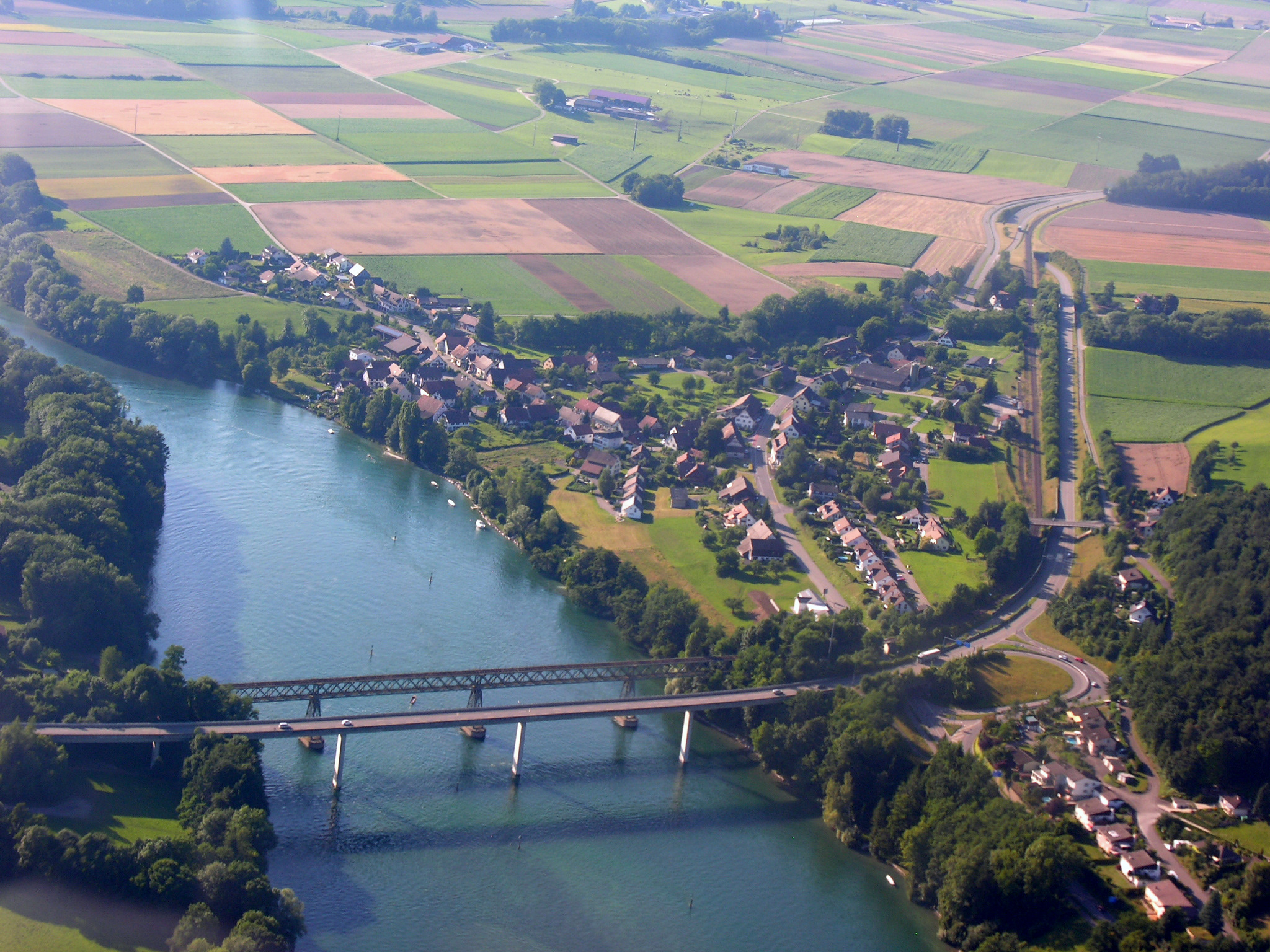
Хемисхофен

Хемисхофен (нем. Hemishofen) — коммуна в Швейцарии, в кантоне Шаффхаузен.
Население составляет 394 человека (на 31 декабря 2006 года). Официальный код — 2962.